# Don H. Ebright
Don Harold Ebright (* 17. September 1902 in Columbus, Ohio; † 11. Oktober 1976 in Cleveland, Ohio) war ein US-amerikanischer Bankier, Beamter und Politiker (Republikanische Partei).

## Werdegang
Don Harold Ebright, Sohn von Rollie Clark Ebright (1875–1949) und seiner Ehefrau Blanche (1877–1940; Geburtsname: Hoskins), wurde 1902 in Columbus geboren und wuchs dort auf. Er hatte mindestens zwei Geschwister: Dale C. (1900–1919) und Marjorie Ellen (1917–2000). Über die Jugendjahre von Don Harold Ebright ist nicht viel bekannt. Ebright besuchte öffentliche Schulen. Während dieser Zeit rief er im Alter von 11 Jahren seine Spielkameraden in Columbus zusammen und organisierte eine Sammelaktion für die Opfer der großen Flut von 1913. Es wurden dabei Nahrung und Kleidung gesammelt. Ebright besuchte das College of Commerce an der Ohio State University, wo er vier Jahre lang Bank- und Finanzwesen studierte. Während seines Studiums fuhr er ein Lebensmitteltransporter und arbeitete an einer Tankstelle. Außerdem war er einen Sommer lang als Holzfäller in einem Blockhaus tätig und einen anderen als Deckhelfer am Bord eines Frachters auf den Großen Seen. Seinen Abschluss machte er 1925.
Von 1925 bis Juli 1933 war er mit einer Unterbrechung im Jahr 1931 für die Ohio National Bank in Columbus tätig. Im Laufe der Zeit stieg er von einem einfachen Buchhalter (Clerk) zum stellvertretenden State Treasurer von Ohio auf. Ebright hatte bereits 1925 eine Anstellung bei der Ohio National Bank angenommen, als der State Treasurer von Ohio Harry S. Day feststellte, dass er zusätzliches Personal brauchte, um die Einnahmen aus der neu geschaffenen Benzinsteuer zu bewältigen. Daher war Ebright die ersten Jahre dort als Buchhalter tätig. Die Weltwirtschaftskrise überschattete seine letzten Jahre dort. Jahre später gab er folgenden Grund für seine Bewerbung bei der Ohio National Bank an:

“I wanted to get married and the treasurer's job paid more than the one in the bank.”

„Ich wollte heiraten und der Job bei der Ohio National Bank war besser bezahlt als einer in der Bank.“

Ebright heiratete 1925 seine Ehefrau Martha (1903–2002; Geburtsname: Miller), welche er bereits während ihrer gemeinsamen Zeit an der Columbus East High School kennenlernte. Das Paar bekam zwei Kinder. Als Ebright seine erste Amtszeit als State Treasurer von Ohio im Jahr 1939 antrat, war sein Sohn, James, 11 Jahre alt und seine Tochter, Marty Lou, 9 Jahre alt.
1933 arbeitete Ebright als Insolvenzverwalter vom Ohio State Bank Department. Während seiner Tätigkeit wickelte er in Akron (Summit County) die alte First Central Trust Company ab. Als dann 1934 dort das neue Unternehmen gegründet wurde, begann er in dessen neuer Geschäftsabteilung zu arbeiten.
Der Bürgermeister von Akron Lee D. Schroy ernannte ihn dann 1936 zum Stadtkämmerer. Ebright bekleidete den Posten bis Ende 1938. Während seiner dreijährigen Tätigkeit konnte Akron den Sachverhalt betreffend nicht mehr bedienten Anleihen in Höhe von etwa 4 Millionen Dollar klären, einen General Fund-Defizit in Höhe von 750.000 Dollar abbezahlen und seine Bonded Indebtedness von 3,5 Millionen Dollar reduzieren.
Bei den Wahlen im Jahr 1938 wurde Ebright für eine zweijährige Amtszeit zum State Treasurer von Ohio gewählt. Seine Leistungen als Stadtkämmerer von Akron halfen ihm bei der Wahl. Seine Pläne waren die Treasurer-Behörde zu reorganisieren, die Belegschaft zu reduzieren, um wirtschaftlicher zu handeln, und keine Vetternwirtschaft während seiner Administration zuzulassen. Ebright wurde fünfmal in Folge wiedergewählt. Er bekleidete den Posten vom 9. Januar 1939 bis zum 8. Januar 1951. Seine ersten drei Amtszeiten waren vom Zweiten Weltkrieg überschattet. Während dieser Zeit beschäftigten sich die Gesetzgebungsorgane in den Vereinigten Staaten, einschließlich des State Treasurers von Ohio, mit vielen Themen, darunter: Rentenzahlungen an bedürftige Witwen und Waisen von Veteranen aus dem Zweiten Weltkrieg bereitzustellen, gleich wie oder wo die Veteranen starben. Renten an völlig und dauerhaft behindert Veteranen bereitzustellen, die nicht mehr arbeiten konnten. Gesetze zu verabschieden, die arbeitsfähigen Veteranen zu angemessenen Beschäftigungsverhältnissen verhalfen oder staatliche Renten für sie bereitstellten. Viele arbeitsfähige und willige Veteranen waren damals zu Untätigkeit gezwungen, da die Industrie eine Altersgrenze von 40 Jahren für Arbeitnehmer gesetzt hatte. Mit einem Durchschnittsalter bei Veteranen von 44 Jahren waren Tausende unfähig geeignete Stellen zu finden. Verabschiedung eines nationalen Verteidigungsprogramms, womit die Sicherheit der Vereinigten Staaten garantiert wird, sowohl gegen innere als auch gegen Bedrohungen von außen. In diesem Zusammenhang musste ein Fahrplan betreffen vorhandener Strömungen in den Vereinigten Staaten festgelegt werden hinsichtlich des Kommunismus, des Faschismus und des Nationalsozialismus. Dabei mussten aber die verfassungsmäßigen Rechte für freie Meinungsäußerung, freie Presse, Religionsfreiheit und das Recht auf Petition und Versammlung aufrechterhalten bleiben. Außerdem Verabschiedung von Gesetze, welche die finanzielle Situation vieler Städten und Gemeinden verbesserten. Als Beispiel sei hier St. Louis genannt, welches damals ein Haushaltsdefizit von 3 Millionen Dollar hatte.
Nach dem Posten des Gouverneurs von Ohio ist der Posten des State Treasurers von Ohio der am höchsten bezahlte Staatsposten. Während seiner letzten Amtszeit erhielt Ebright ungefähr 11.000 Dollar pro Jahr – 8.500 Dollar aus der Staatskasse und den Rest von verschiedenen Conservancy Districts als Entlohnung für seine Dienste als ihr Treasurer und das Hantieren mit ihren Anleihen. Das Jahresgehalt des State Treasurers wurde damals durch die Ohio General Assembly für die neue Amtszeit von 6.500 Dollar auf 8.500 Dollar angehoben.
Bei den Wahlen im Jahr 1950 kandidierte er erfolglos für den Posten des Gouverneurs von Ohio. Er erlitt eine Niederlage gegen den Demokraten Frank J. Lausche.
Am 11. Oktober 1976 verstarb Ebright in einem Krankenhaus in Cleveland. Sein Leichnam wurde dann auf dem Violet Township Cemetery in Pickerington beigesetzt, einem Vorort der Stadt Columbus.